# バラモン・ケイ
バラモン・ケイ（Brahman Kei、1977年7月5日 - ）は、日本のプロレスラー。本名：佐藤 恵（さとう けい）。
双子の弟であり、兄で同じくプロレスラーのバラモン・シュウとタッグチーム「バラモン兄弟」を結成して活動している。
みちのくプロレス限定で本名名義で活動していたが、2012年1月14日のみちのくプロレス矢巾町民総合体育館大会後より、兄のシュウと共にリングネームをバラモン名義に統一した。

## 経歴
闘龍門の9期生としてメキシコへ渡る。2002年5月11日、メキシコシティのアレナ・コリセオでデビュー。デビュー時は鯱魔神四号を名乗り、鯱魔神壱号、弐号、参号（参号の正体は兄のシュウ）と組み、福政淳也、大柳錦也、小川内潤、菅原拓也組と対戦した。
日本では闘龍門Xを中心に活動したが、2004年9月9日の闘龍門X自主興行終了後はみちのくプロレスに主戦場を置いた。
双子の兄である佐藤秀、および石森太二と「セーラー・ボーイズ」を結成してベビーフェイスとして活動し、東北タッグ王座にも挑戦した。歌を歌いながらの入場シーンが有名であったが、2005年7月9日、青森産業会館大会で、同じく歌を歌う気仙沼二郎との「歌コントラ歌」というコントラ・マッチを行ない敗れ、入場シーンからは歌が消えた。だが同年9月10日後楽園ホール興行でザ・グレート・サスケを加えた「ニュー・セーラー・ボーイズ」として歌を歌いながらの入場が復活した。
2005年10月、Gamma、菅原拓也と組んでヒール「STONED」を結成。
正式所属をプロレスリングElDoradoに移すとバラモン兄弟とリングネームを改めた。バラモンの元ネタは宮下あきらの漫画「瑪羅門の家族」からである。みちのくプロレスでは、その後もしばらく佐藤秀・恵のままであった。
大阪プロレス参戦時に誤爆によるイス殴打で流血して以来、頭に包帯を巻き狂ったような歩き方と言動をするようになる。一時期は完治されたのだが、試合中に誤爆する度控え室へ戻り、狂いキャラとなりバケツなどの凶器を持ってくるようになる。
バラモン兄弟として某洋風宗教団体の格好をして水晶などから未来が見えるようになる。口からは緑のスライムを吐き出す（通称「お告ゲル」。バラモン兄弟以外が飲み込んでしまったらゾンビ化。男色ディーノにはディープキス攻撃を利用した口移しを披露）。
ElDorado最終興行では、兄弟シングルマッチが実現するもやはり、お互い協力したレフェリー暴行により没収試合となった。
2011年12月11日、宇宙大戦争ファイナルに敗退し、敗者ルールにより岩手県内の大会から追放（出場禁止）になるが、翌年の1月15日矢巾大会の全試合終了後に兄の秀と登場して拳王が結成した「阿修羅」へバラモン兄弟として合流した。
諸事情でシュウと分かれて試合する時などに、ケイの代わりとして自身が推薦したアメリカ人のMr. PUSSY（ミスター・プッシー）が紅白プロレス合戦等へスポット出場することがあったが、2013年10月6日のみちのくプロレスでケイ本人が正体だったことを明かしている。
2021年1月、兄のシュウが頸椎損傷により長期欠場を発表。以降はケイ単体での参戦となっている。6月開催の、全日本プロレスのジュニアトーナメント戦「Jr. Battle of Glory」に出場することが発表された。

## 得意技
震える舌
スクールシューター
スクールメイツ
マックと同型。
ブレイザーキック
バズソーキックと同型。仰向けになった相手の上半身を起こして相手の左側頭部を振り抜いた右足の甲で蹴り飛ばす。
ジャコビニ流星キック
三角蹴りと同型。
トラースキック

## 入場曲
- 私のビートルズ（常田富士男）
- バラモン兄弟のテーマ

## タイトル歴（兄弟で獲得したタイトルを除く）
みちのくプロレス
- 東北タッグ王座（第21代）（パートナーはザ・グレート・サスケ）

プロレスリングFREEDOMS
- UWA世界ジュニアヘビー級王座

## 特徴
- バラモン・シュウのことは、お兄ちゃんと呼んでいる。
- シュウのセコンドにつくときはなぜかスーツを着ている。

## バラモン・シュウとの見分け方

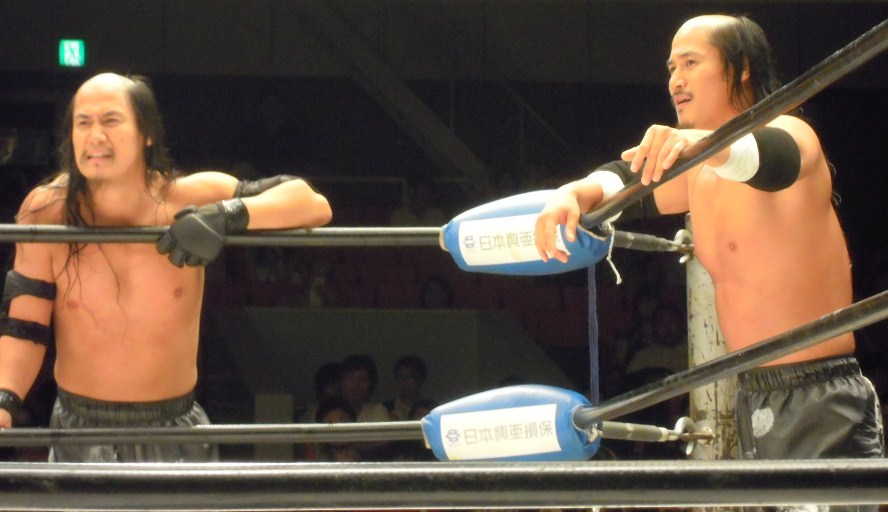
バラモン兄弟（左がバラモン・ケイ、右がバラモン・シュウ）

バラモン信者とも呼ばれるファン層ともなれば、試合中であれ彼ら2人を見分けることは容易であるが、そうではないファン層にとっては、どちらが秀でどちらが恵なのかを試合中に見分けるのは至難の業である。
タッグマッチでの出場機会が多く、基本的に同じコスチュームと同じ髪型と双子ならではの似ている顔（良く見ればそうでもないが、遠目には見分けは難しい）であり、見分けるポイントは使用技か、わずかに違う装飾のみである。
過去から現在に至るまで、区別が付く様に恵がエルボーパットを着用するなど明確な違いを付けて来ていたが、すぐに秀が同じ物を着けてしまい、またわからなくなることも珍しくなかった。
2011年現在では、恵のみオープンフィンガーグローブを着用しており、秀は素手であるため、試合中遠目に判断するにはグローブを着用している（恵）か否（秀）かが最も判断しやすい材料となっている。
東京03の豊本明長が見分け方として見つけたのが「ヒゲの短い方が秀、長いのが恵」。